# Pawnee (Illinois)
Pawnee és una població dels Estats Units a l'estat d'Illinois. Segons el cens del 2000 tenia 2.647 habitants.

## Demografia
Segons el cens del 2000, Pawnee tenia 2.647 habitants, 1.028 habitatges, i 747 famílies. La densitat de població era de 858,8 habitants/km².
Dels 1.028 habitatges en un 40% hi vivien nens de menys de 18 anys, en un 59% hi vivien parelles casades, en un 10,6% dones solteres, i en un 27,3% no eren unitats familiars. En el 23,4% dels habitatges hi vivien persones soles el 12,5% de les quals corresponia a persones de 65 anys o més que vivien soles. El nombre mitjà de persones vivint en cada habitatge era de 2,57 i el nombre mitjà de persones que vivien en cada família era de 3,06.
Per edats la població es repartia de la següent manera: un 28,1% tenia menys de 18 anys, un 6,8% entre 18 i 24, un 31,8% entre 25 i 44, un 21,7% de 45 a 60 i un 11,5% 65 anys o més.
L'edat mediana era de 35 anys. Per cada 100 dones de 18 o més anys hi havia 85,6 homes.
La renda mediana per habitatge era de 50.787 $ i la renda mediana per família de 54.736 $. Els homes tenien una renda mediana de 37.171 $ mentre que les dones 26.304 $. La renda per capita de la població era de 21.599 $. Aproximadament el 5,9% de les famílies i el 6,3% de la població estaven per davall del llindar de pobresa.

## Poblacions més properes
El següent diagrama mostra les poblacions més properes.